# Heptasuchus
Heptasuchus es un género extinto de pseudosuquio loricado que vivió en el Triásico Medio o el Triásico Superior en la zona superior del Grupo Chugwater de Wyoming, Estados Unidos. Solo contiene una especie, Heptasuchus clarki, el primer "rauisuquio" o pseudosuquio loricado formalmente reconocido de América del Norte.

## Descubrimiento e historia

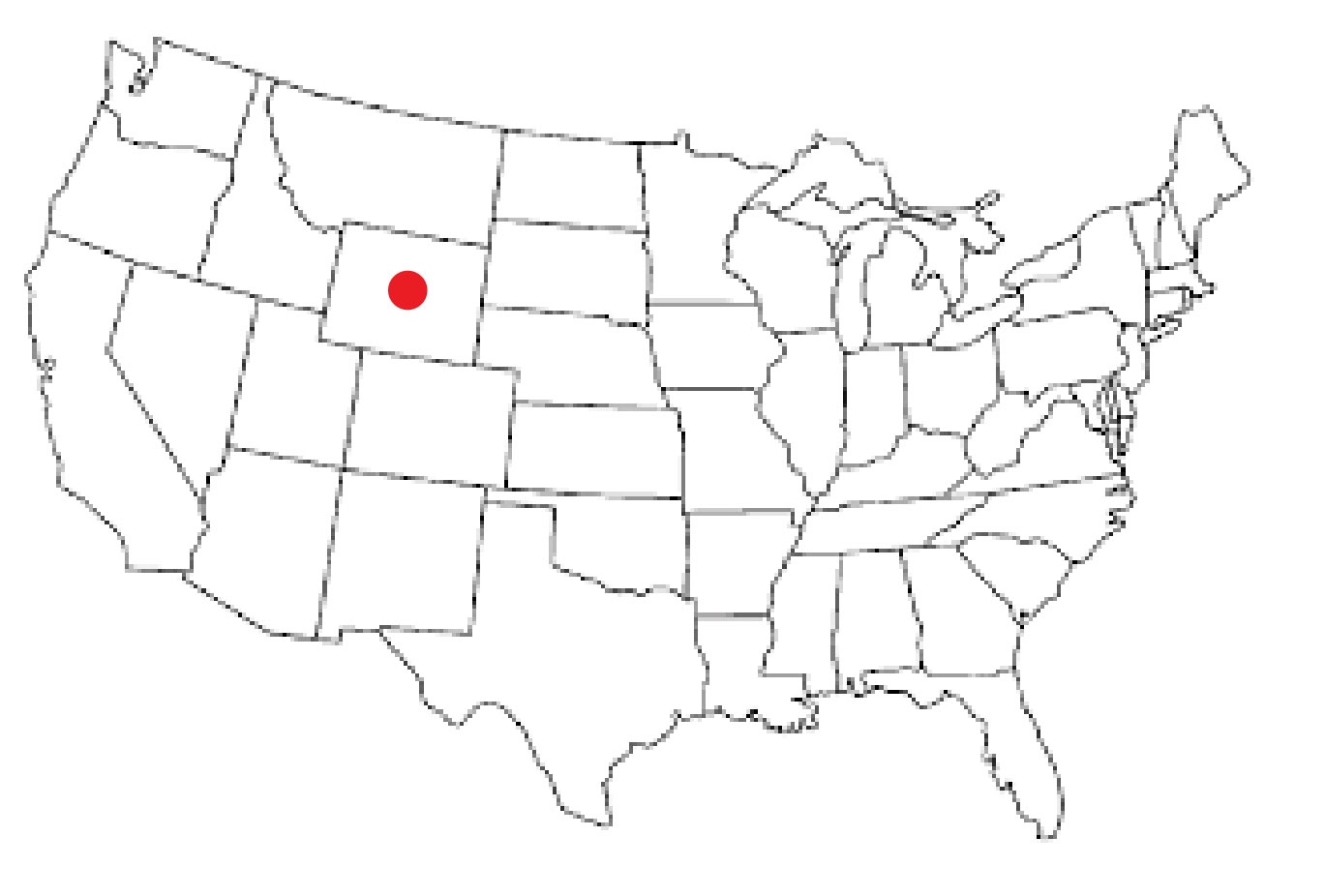
La localidad Clark en Wyoming, en donde se han descubierto fósiles de Heptasuchus.

Recolectados durante el verano de 1977 en la por entonces recién descubierta localidad Clark al noroeste de Casper (Wyoming), los especímenes asignados a H. clarki fueron descritos en un breve artículo y dos tesis de maestría en la Universidad Estatal Wayne State en Detroit. Heptasuchus fue descrito y nombrado formalmente por Robert M. Dawley, John M. Zawiskie y J. W. Cosgriff en 1979 y la especie tipo es Heptasuchus clarki. El nombre del género se deriva de epta (ἑπτά), "siete" en griego antiguo, y suchus (συχος) el cual es la forma latinizada de la palabra griega para el dios cocodrilo del antiguo Egipto, Sobek. El nombre de la especie honra a George Clark de Casper por haber descubierto la localidad tipo de Heptasuchus. UW 11562, un cráneo parcial y un esqueleto postcraneal parcial fue designado como el holotipo y los especímenes UW 11563 al UW 11565, que representan restos parciales craneales y postcraneales no asociados con el holotipo fueron designados como paratipos. A Se he hecho poca investigación tras el reporte inicial, aunque Heptasuchus ha sido citado en varias publicaciones que enumeran los fósiles de Wyoming y del Triásico. Se creyó que se perdió hasta 1997, y muchos de los especímenes ahora están alojados en la Universidad de Wyoming, aunque algunos elementos continúan desaparecidos.
La localidad tipo de H. clarki aparecen dentro de una sucesión de lechos rojos y carbonatos sobre la Formación Crow Mountain la cual a su vez se superpone a la Formación Alcova Limestone Formation dentro del Grupo Chugwater. El Grupo Chugwater está expuesto como un cinturón de afloramientos a lo largo del Arco Casper flanqueando a las Montañas Bighorn por el sureste. La edad de la localidad tipo no se conoce con precisión, pero dado que es litoestratigráficamente a la zona inferior de la Formación Popo Agie, aunque es probablemente cronoestratigráficamente más antigua, así que debe datar del Carniense o finales del Ladiniense. Zawiskie et al. (2011) sugirieeron que todos los elementos de pseudosuquios recolectados en la localidad pertenecen a Heptasuchus y que el taxón no es una quimera paleontológica como fue sugerido anteriormente por Wroblewski (1997). Cerca del 50% de la osteología del animal está preservada a partir de un mínimo de cuatro individuos com elementos esqueléticos superpuestos.

## Descripción

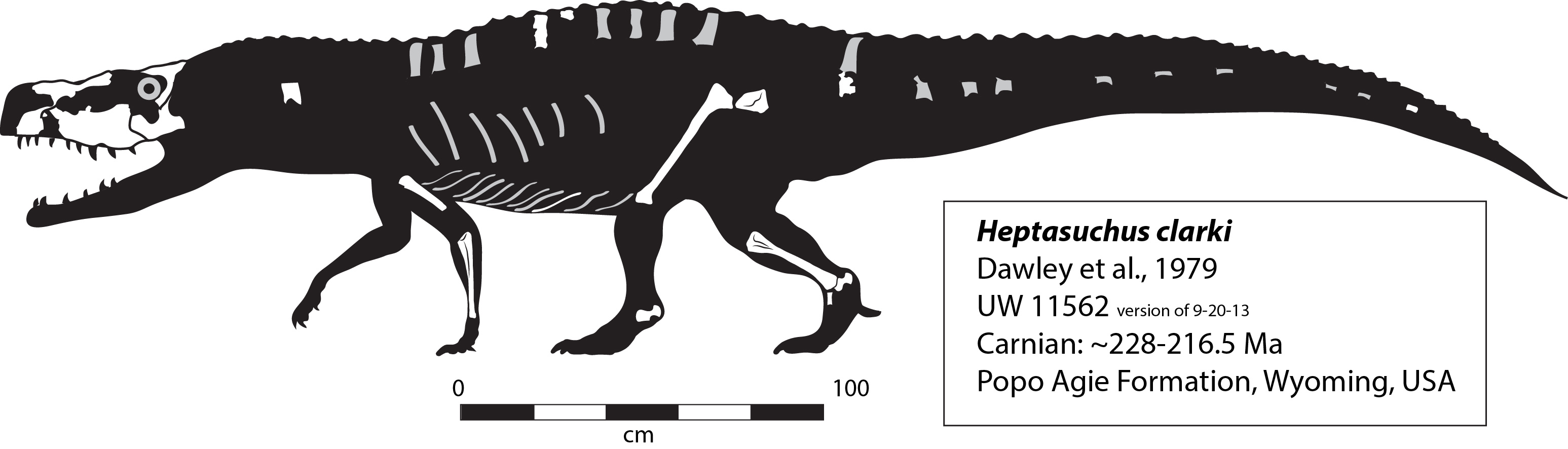
Reconstrucción del esqueleto del holotipo de Heptasuchus mostrando en blanco los huesos procedentes de las colecciones, y en gris los reportado pero que no han sido ilustrados o estaban disponibles al momento de elaborar esta ilustración.

Heptasuchus era un rauisuquio de talla media, con un cráneo de cerca de 65 centímetros de largo y una longitud total estimada de 4.9-5.2 metros basándose en comparaciones con Batrachotomus. Se desconoce si este taxón era un cuadrúpedo exclusivo o un bípedo facultativo ya que los únicos elementos de las extremidades encontrados son un húmero fragmentario, un cúbito, una tibia, los calcáneos, posibles metapodiales, y algunas falanges que pueden ser referibles. No se cconoce un cráneo completo, pero los elementos preservados indican que es un taxón muy similar a Batrachotomus de Alemania con un hueso nasal arqueado, una gran narina, y una barra postorbital que entra en la órbita ocular. Las reconstrucciones de Heptasuchus representan a este con dientes premaxilares inusualmente grandes están basadas en un único diente premaxilar que estaba parcialmente salido del alveolo. Tenía un pubis largo y recto, curvado en vista anterior, con una bota púbica, y un cúbito grácil que carece del fuerte proceso en el olecranon visto en Postosuchus. Las vértebras están representadas por centros cervicales, algunas espinas neurales de las dorsales o caudales, y centros de las caudales. Fragmentos de costillas, gastralia, y posibles osteodermos fueron recolectados también, pero ni han sido descritos formalmente o ilustrados.

## Clasificación
Heptasuchus fue asignado originalmente a Rauisuchidae, basándose en las similitudes y rasgos compartidos con géneros como Prestosuchus, Postosuchus y Saurosuchus. Se sugirió que Heptaushcuhs podía ser un sinónimo más moderno de Poposaurus dado que se pensaba que ambos procedían de la Formación Popo Agie, pero esta hipótesis ha sido refutada. Los estudios cladísticos han dividido a los taxones de "rauisuquios" entre las dos familias de Rauisuchia; los Rauisuchidae y los Prestosuchidae. Los análisis filogenéticos posteriores que han excluido a Heptasuchus, encuentran que Rauisuchia y Prestosuchidae no son monofiléticos, situando a los "prestosúquidos" y algunos taxones previamente asignados a Rauisuchidae por fuera del clado que abarca a Rauisuchidae y Crocodylomorpha. Zawiskie et al. (2011) diagnosticaron a Heptasuchus basándose en dos autapomorfias, rasgos anatómicos que lo diferencian de todos los demás arcosaurios conocidos; la presencia de grandes flancos grandes y dirigidos posteriormente en el parabasisfenoide y un distintivo postfrontal sobresaliendo de la órbita. Un análisis filogenético presentado en un resumen encontró que Heptasuchus y Batrachotomus serían taxones hermanos dentro del grupo Loricata, con un fuerte fundamento en al menos seis estados de características discretas compartidos.

## Tafonomía
Los restos de Heptasuchus estaban acumulados en la base de un depósito de capas de arcilla de inundación que incluyen conglomerados de carbonato intraformacional mezclados con los elementos del esqueleto, que fue antiguamente considerada como la base de la Formación Popo Agie en una matriz limosa y arenosa superpuesta por una lutita oxidada. La localidad fósil probablemente representa una asociación producida por una sequía dado que los especímenes están desgastados, desarticulados y confinados a un área pequeña que más tarde sirvió como un lugar para la deposición de agua y sedimentos. Completamente desarticulados y con signos de desgaste subáereo, los restos de Heptasuchus aparecen junto a los de arcosaurios pequeños y sin identificar y fitosaurios (representados por dientes y posibles elementos del esqueleto o en el caso del pequeño arcosaurio, una serie casi completa de centros de vértebras).

## Ecología y comportamiento
Heptasuchus puede haber compartido su ambiente con otros taxones parecidos a los conocidos de los afloramientos de la Formación Popo Agie a lo largo de la Cordillera Wind River. Entre estos se incluyen los fitosaurios Angistorhinus y Paleorhinus, el poposáurido Poposaurus, el dicinodonte Eubrachiosaurus y los anfibios trematosaurios de la familia Metoposauridae. Especímenes indeterminadps de posibles arcosauriformes han sido también recolectados del sitio, pero su identidad sigue siendo desconocida. Heptasuchus era un hipercarnívoro y puede haber cazado o devorada la carroña de estos animales y de otros que se encontrara.
Dado que varios individuos están representados por el tipo el material referido en una única localidad, se ha sugerido que Heptasuchus puede haber vivido en grupos. Dichas agrupaciones son comunes entre otros géneros de loricados (por ejemplo Batrachotomus, Decuriasuchus y Postosuchus) y depredadores en general (como Allosaurus, el lobo gigante y los actuales aligatores), lo que sugiere que estos animales, siendo hipercarnívoros, pueden haber dominado las fuentes de agua en disminución durante las sequías antes de sucumbir ellos mismos a estas. Concentraciones parecidas de arcosaurios depredadores incluyen el famoso yacimiento de Allosaurus en la cantera de Cleveland-Lloyd en la Formación de Morrison en Utah y en los pozos de asfalto en Rancho La Brea en el Pleistoceno de Los Ángeles.